# Ронкаде
Ронкаде (итал. Roncade) је насеље у Италији у округу Тревизо, региону Венето.
Према процени из 2011. у насељу је живело 6585 становника. Насеље се налази на надморској висини од 7 м.

## Становништво
Према резултатима пописа становништва 2011. у општини је живело 14.037 становника.
| 1931.  | 1936.  | 1951.  | 1961.  | 1971.  | 1981.  | 1991.  | 2001.  | 2011.  |
| ------ | ------ | ------ | ------ | ------ | ------ | ------ | ------ | ------ |
| 11.206 | 10.875 | 11.778 | 10.144 | 10.625 | 11.253 | 11.518 | 11.911 | 14.037 |